# Middelburg (Ostkap)
Middelburg ist eine Kleinstadt in der Gemeinde Inxuba Yethemba, Distrikt Chris Hani, Provinz Ostkap in der Republik Südafrika.

## Geographische Lage und Verkehr
Die Stadt entstand in der Talsenke des Kleinbrakrivier und liegt an den nordöstlichen Ausläufern des Sneeuberg-Gebirges.
Durch Middelburg führen die Nationalstraßen N9 und N10 und eine Eisenbahnstrecke. Beide schaffen Verbindungen zum nördlich gelegenen Bloemfontein. Die N9 bietet eine Verbindung nach Oudtshoorn und die N10 zum südlich liegenden Gqeberha am Indischen Ozean.
Die Regionalstraße R56 führt von Middelburg in östliche Richtung über Steynsburg, Molteno, Dordrecht, Nqanqarhu, Matatiele nach Kokstad, wo sie endet. Ihre westlich gerichtete Fortführung bildet die Regionalstraße R398, die in Richmond die Nationalstraße N1 nach Kapstadt erreicht.
Das Zentrum der Stadt wird von einem rechtwinklig angelegten Straßensystem erschlossen.
Die Stadt besitzt einen kleinen Regionalflughafen, der sich südöstlich der Stadt unweit der sich kreuzenden Nationalstraße N9 und N10 befindet. Der Flughafen hat den ICAO-Code FAMC.

## Bevölkerung, Beschäftigungssituation
2011 hatte die Stadt 18.681 Einwohner. In der Region um Middelburg wird Schafzucht und Pferdewirtschaft betrieben. Die Tourismuswirtschaft beruht auf den landschaftlichen und klimatischen Gegebenheiten. Die günstigen Luftströmungsverhältnisse haben hier einen Treffpunkt für Freunde des Gleitschirmfliegens und des Hängegleiterfliegens entstehen lassen.

## Geschichte
Am 6. Februar 1837 verkündete die Regierung der Kapkolonie die Bildung des Distriktes Colesberg. Dieser war in sechs Bereiche unterteilt: Middelveld, Winterveld, Upper Sea Cow River, Lower Sea Cow River, Nieu-Hantam und Agter-Suurberg.
Weil die Entfernung zwischen den Städten Graaff-Reinet und Colesberg sehr groß war, wurde für das inzwischen zu Farmland gewordene Gebiet beschlossen, in der Mitte der Strecke eine neue Stadt zu gründen.
Auf Beschluss der Niederländisch-reformierten Kirche in Colesberg konnte sich mit vom 19. Mai 1852 an eine eigenständige Kirchgemeinde bilden. Mit Wirkung des 19. Juni im selben Jahr bildete die Regierung der Kapkolonie einen Gemeindemagistrat. Middelburg ging aus den Farmen Kleinfontein, Grootfontein und Driefontein hervor. Als noch im gleichen Jahr die Farm Driefontein verkauft wurde, nannten sie die neuen Eigentümer Middelburg (deutsch: Mittelburg).

## Sehenswürdigkeiten
- Das Middelburg Cultural History Museum befindet sich in einem Gebäude viktorianischen Baustils, das 1898 errichtet wurde und bis 1914 als Schule diente. Es bewahrt Sammlungen über die Stadt und ihre Region. Darunter fallen biographische Unterlagen über einige regional bedeutsame Personen. Zu den hier aufbewahrten archäologischen Fundstücken zählen Werkzeuge aus Steinzeitkulturen.
- Das Grootfontein Museum zeigt eine Sammlung über die Landwirtschaft der Region und über den Zweiten Burenkrieg.

## Umgebung
Die Umgebung der Stadt besteht aus einem Bergland mit dem Charakter der Großen Karoo. Die Nationalstraße N9 überschreitet südlich von Middelburg mit dem Lootsberg-Pass die östlichen Ausläufer der Sneeuberge.

## Klima, Geologie
Die Stadt Middelburg befindet sich in der Großen Karoo und am nordwestlichen Rand des Great Fish River Basin (Fish-River-Becken). In den Wintermonaten tragen die nahen Berge gewöhnlich eine Schneedecke.
Am Lootsberg-Pass befinden sich einige bekannte Fossilienfundstätten für den Übergang vom Perm zur Trias.

## Persönlichkeiten

### Söhne und Töchter der Stadt
- Athol Fugard (1932–2025), Schriftsteller und Dramatiker
- Eddie Stuart (1931–2014), Fußballspieler
- Steven Sykes (* 5. August 1984), Rugby-Union-Spieler

### Mit der Stadt verbundene Personen
- John Phillip Harison Acocks, Botaniker und Naturschützer
- Bob Southey
- Tiro Vorster, Flugartist
- Gottfried Andreas Watermeyer (* 15. Oktober 1917 in Spitzkop bei Middelburg; † 1972), afrikaanssprachiger Dichter